# توقع

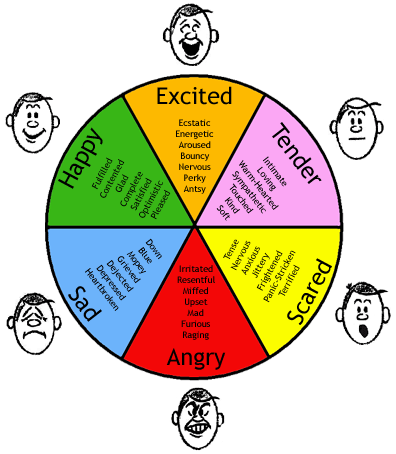
احساسات

توقع یا چشمداشت (انگلیسی: Anticipation)، انتظار به دست آوردن یا دیدن و دریافتِ رفتار یا چیزی از دیگری است. توقع و انتظار مربوط به حوادث زمان آینده‌اند.
چشمداشت یا انتظار به توانایی ذهنی انسان گفته می‌شود که به کمک آن می‌تواند رویدادهای آینده را پیش‌بینی کند یا برای آن‌ها آماده شود. این توانایی در زندگی روزمره اهمیت زیادی دارد، چون به ما امکان می‌دهد تصمیم بگیریم، برنامه‌ریزی کنیم و از خطرها دوری کنیم یا فرصت‌ها را بشناسیم. پیش‌بینی فقط محدود به انسان نیست و در بسیاری از جانوران هم دیده می‌شود، مثلاً وقتی جانوری پیش از خطر واکنش نشان می‌دهد.
در روان‌شناسی، به انتظار ذهنی نسبت به یک رویداد آینده اشاره دارد. در موسیقی، گاهی به نت یا صدایی گفته می‌شود که زودتر از زمان اصلی‌اش شنیده می‌شود. در فلسفه و زیست‌شناسی هم از این واژه برای توصیف واکنش‌هایی استفاده می‌شود که پیش از وقوع یک رویداد اتفاق می‌افتند.

## رواقیان
رواقیان و اپیکوریان این اصطلاح را به معنی انتقال بی‌اراده و خودبه‌خودی ذهن از ادراک جزئی به ادراک کلی اطلاق می‌کنند و نیز به معنی شتاب کردن در ادراک معنی عام، پس از تصور جزئی به کار می‌برند.

## دیدگاه بیکن
فرانسیس بیکن این اصطلاح را که به معنی انتقال ذهن است ادراک تعداد محدودی از پدیدارها، به تعمیم سریع آن ادراک، که نفس را از آن چاره‌ای نیست، به کار برده است.

## دیدگاه کانت
در نظر ایمانوئل کانت، توقعات ادراک به معنی آن دسته از مبادی عقل محض است که تابع مقوله کیف است و می‌توان آنها را چنین خلاصه کرد: احساس کردن چیزی، و وجود واقعی آن چیز که منطبق با این احساس باشد، به یک اندازه شدت دارند.
در نظر فیلسوفان، احتمال ذهنی عبارت است از توقع ذهن به حدوث واقعه ای، اگر چه ممکن است حدوث آن، یقینی نباشد.